# La Vengeance des monstres
Série
Le monstre est vivant
(1978)
Pour plus de détails, voir Fiche technique et Distribution.
La Vengeance des monstres  ou Le Monstre est vivant 3 (It's Alive III: Island of the Alive) est un film américain, sorti en 1987. Il s'agit du troisième volet de la série après Le monstre est vivant et Les monstres sont toujours vivants.

## Fiche technique
- Titre original : It's Alive III: Island of the Alive
- Titre français : La Vengeance des monstres
- Titre québécois : Le Monstre est vivant 3
- Réalisation : Larry Cohen
- Scénario : Larry Cohen
- Musique : Laurie Johnson
- Pays d'origine : États-Unis
- Genre : horreur
- Durée : 95 minutes
- Date de sortie : 1987

## Distribution
- Michael Moriarty : Jarvis
- Karen Black : Ellen
- Laurene Landon : Sally
- James Dixon : Lt. Perkins
- Gerrit Graham : Ralston
- Macdonald Carey : Juge Watson
- Neal Israel : Dr. Brewster
- William Watson : Cabot
- Patch Mackenzie : Robbins